# Pollena Trocchia
Pollena Trocchia é uma comuna italiana da região da Campania, província de Nápoles, com cerca de 13.326 habitantes. Estende-se por uma área de 8 km², tendo uma densidade populacional de 1666 hab/km². Faz fronteira com Casalnuovo di Napoli, Cercola, Ercolano, Massa di Somma, Sant'Anastasia, Volla.

## Demografia
| Variação demográfica do município entre 1861 e 2011                               |
|                                                                                   |
| Fonte: Istituto Nazionale di Statistica (ISTAT) - Elaboração gráfica da Wikipedia |